# Togaviridae
Togaviridae je porodica virusa iz grupe arbovirusa, sa dva roda (Alphavirus i Rubivirus). U prirodi su široko rasprostranjeni. Rezervoari ovih virusa su različite vrste divljih ptica i glodara. Bolesti koje izaziva ovaj virus javljaju se kod ljudi i konja. Smrtnost u ljudi je zastupljena kod 50 — 70% obolelih. 
Prvi put je izolovan u Tanzaniji (1952). Zabeleženo je do danas, nekoliko epidemija u Africi i Aziji ovim virusom. 

## Klasifikacija i morfologija
Togaviridae su porodica virusa, u koju se ubrajamo dva roda virusa:
- Rod Alphavirus: npr. virus istočnog konjskog encefalitisa, virus zapadnog konjskog encefalitisa, virus venecuelanskog konjskog encefalitisa, virus rijeke Ross
- Rod Rubivirus: jedini pripadnik Rubella virus

Togavirusi pripadaju IV grupi virusa prema Baltimorskoj klasifikaciji. Genom im je jednolačana pozitivna RNK duga 10.000 — 12.000 nukleotida. Promer viriona je oko 65—70 nm, kubične je simetrije sa lipoproteinskim omotačem koji sadrži glikoproteinske peplomere. Replikacija je u citoplazmi a ćeliju napuštaju pupljenjem kroz ćelijsku membranu. 
Virusi iz ove porodice su osjetljivi na povišenu temperaturu, organske rastvarače i nisku pH vriednost. Infekcija kod čovjeka je citolitičkog tipa i dovodi do prekida sinteze ćelijskih makromolekula. Široko su rasprostranjeni.
Rodovi u porodici Togaviridae
- Virus istočnog konjskog encefalitisa
- Virus zapadnog konjskog encefalitisa
- Virus venecuelanskog konjskog encefalitisa
- Virus Čikunguja
- Virus istočnog konjskog encefalitisa

## Epidemiologija
Viruse prenose vektori, najčešće komarcima, i u kojima se Togaviridae i razmnožavaju. Virus je prisutan u istočnim delovima Sjedinjenih Američkih Država. 
Rezervoar virusa su divlje ptice. Vektor koji ih prenosi je Culisetta melanura.  Dok Čikunguju prenose komarci – Aedes aegypti i Aedes albopictus.  

## Patogeneza
Komarac sisajući krv zaražene jedinke pljuvačkom unosi viruse u endotelu kapilara. Virusi se u kapilarima razmnožavaju retikuloendotelnim ćelijama, limfnim čvorovima, jetri ili drugim organima, dovodeći do viremija. Inkubacioni period traje od 4 do 7 dana.

## Klinička slika
Klinička slika viremije pračena je:
- groznicom i visokom temperaturom,
- glavoboljom, bolovima u mišićima i zglobovima (koji mogu potrajati mesecima ili godinama).

Bolest je dvofaznog je toka. Prva faza je nekarakteristična, dok se druga faza ispoljava u obliku encefalitisa.
Benigni slučajevi spontano prolaze.

## Vakcina
Za ovaj virus do sada još nije pronađena vakcina.

## Spoljašnje veze
|  | Molimo Vas, obratite pažnju na važno upozorenje u vezi sa temama iz oblasti medicine (zdravlja). |